# Суюндуцький сільський округ
Суюнду́цький сільський округ (каз. Сүйіндік ауылдық округі, рос. Суюндукский сельский округ) — адміністративна одиниця у складі Курмангазинського району Атирауської області Казахстану. Адміністративний центр — село Суюндук.
Населення — 2531 особа (2021; 3408 у 2009, 3653 у 1999, 3944 у 1989).
Станом на 1989 рік існувала Суїндіцька сільська рада (села Батирбек, Єгінкудук, Жалгизапан, Суїндік, Уштаган). 1993 року село Асан колишньої Азгірської сільради та село Уштаган колишньої Суїндіцької сільради утворили окремий Асанський сільський округ.

## Склад
До складу округу входять такі населені пункти:
| Населений пункт  | Колишні назви | Населення, осіб (1989) | Населення, осіб (1999) | Населення, осіб (2009) | Населення, осіб (2021) |
| ---------------- | ------------- | ---------------------- | ---------------------- | ---------------------- | ---------------------- |
| Батирбек, село   | -             | 276                    | 309                    | 364                    | 198                    |
| Єгінкудук, село  | -             | 259                    | 329                    | 358                    | 136                    |
| Жалгизапан, село | -             | 513                    | 545                    | 573                    | 374                    |
| Суюндук, село    | Суїндік       | 2896                   | 2470                   | 2113                   | 1823                   |